# 小行星5363
小行星5363（英語：5363 Kupka）是一颗围绕太阳公转的小行星。1979年10月19日，安東寧·姆爾科斯在克列特发现了此天体。
这颗小行星的绝对星等为136.33530等。